# Богаев, Олег Анатольевич
Оле́г Анато́льевич Бога́ев (род. 15 июня 1970 года, Свердловск) — российский писатель, драматург, заведующий кафедры литературного мастерства и истории искусств Екатеринбургского государственного театрального института. Главный редактор журнала «Урал» (с августа 2010 года).
Живёт в Екатеринбурге.

## Биография
Родился в Свердловске. Окончил техникум транспортного строительства и в 1998 году Екатеринбургский государственный театральный институт.
В настоящее время живёт в Екатеринбурге, преподаёт в театральном институте на кафедре истории искусств. В августе 2010 года назначен главным редактором журнала «Урал».

## Творчество

### Пьесы
- Русская народная почта
- Мёртвые уши
- Великая Китайская стена
- Страшный суП
- Сансара
- Телефункен
- Кто убил месье Дантеса
- Фаллоимитатор
- 33 счастья
- Чёрный монах
- Башмачкин
- Тайное общество велосипедистов
- Марьино поле
- Dawn-Way
- Шпильки
- Я не люблю, зачеркнуто, люблю Екатеринбург
- Вишневый ад Станиславского
- Лермонтов нашего времени
- ЧЭЧЭВЭ
- Я убил Царя

### Самые известные театральные постановки
- Пьеса «Русская народная почта», Табакерка, 1998. Режиссёр Кама Гинкас, в главной роли Олег Табаков
- Пьеса «Русская народная почта», Александринский театр, 1998. Режиссёр П. Силин, в главной роли А. Волков
- Спектакль по пьесе «Русская народная почта», Theater Studio, Вашингтон, 2004. Режиссёр Paul Mullins, в главной роли Флойд Кинг
- Телевизионный спектакль «Русская народная почта», ТВЦ, 2002. Режиссёр Владимир Мирзоев, в главных ролях Михаил Ульянов, Максим Суханов
- Пьеса «Русская народная почта», Архангельский театр драмы имени М. В. Ломоносова, 2016. Режиссёр Андрей Тимошенко, в главной роли Сергей Чуркин, Андрей Калеев.
- Пьеса «Страшный суП», Рижский русский театр имени Михаила Чехова, 2002. Режиссёр О. Петров
- Спектакль по пьесе «Фаллоимитатор» («Резиновый принц»), Москва, 2003. Режиссёр Нина Чусова, продюсер Павел Каплевич, в главной роли Лолита Милявская
- Спектакль по пьесе «33 счастья», 2004. Режиссёр Назаров, в главной роли Амалия Мордвинова
- Радиоспектакль «Комната смеха», RF, Радио Франсе, Париж, 2004. Режиссёр Ursyla Mikos.
- Пьеса «Марьино Поле», Московский драматический театр им. А. С. Пушкина, апрель 2006. Режиссёр Роман Козак)
- «Антоний и Клеопатра. Версия», театр «Современник», май, 2006. Режиссёр Кирилл Серебренников, в ролях Чулпан Хаматова, Сергей Шакуров)
- Спектакль «Башмачкин», 21-е творческое объединение, апрель 2008. Режиссёр Владимир Мирзоев, в главной роли Евгений Стычкин.
- Спектакль по пьесе «33 счастья» («Человек-корыто»), Хабаровск, театр «Триада», 2009. Режиссёр В. С. Гогольков.
- Спектакль «Dawn-Way», Северо-Казахстанский областной казахский музыкально-драматический театр имени Сабита Муканова, июнь 2011. Режиссёр Булат Абдрахманов.
- Спектакль «Andre verdskrigen», Det Norske Teatret, Oslo, февраль 2016, Режиссёр Erik Visby.

## Премии
- «Антибукер» (1997);
- Международный конкурс драматургов «Евразия» (2002);
- Всероссийский драматургический конкурс «Действующие лица» (2005).